# 서울특별시교육청교육연수원
서울특별시교육청교육연수원(Seoul Education Training Institute)은 서울특별시교육감 소속 공무원 및 사립학교 교직원의 자질향상과 직무수행능력 배양을 위한 제반연수를 위한 목적으로 만들어진 서울특별시 교육청 직속기관이다.

## 연혁
- 1975년 5월 12일 서울학생수련원 개원
- 1976년 4월 22일 서울교육원으로 기관명칭 변경
- 1989년 6월 30일 서울특별시 교육위원회 교직원 교육기관으로 조례 개정
- 1990년 7월 24일 중등교원 자격연수기관 지정
- 1992년 7월 15일 서울특별시교원연수원으로 기관 명칭 변경
- 1992년 8월 10일 유치원 및 초등교원 자격연수기관 지정
- 1994년 8월 5일 서울특별시교원연수원 인터넷망 개통
- 1994년 12월 19일 서울특별시교원연수원 직제규칙 개정 공포
- 1998년 5월 20일 서울특별시교원연수원 인터넷망 개통
- 1999년 1월 15일 서울특별시교육연수원으로 기관 명칭 및 직제변경
- 1999년 3월 1일 제15대 장길호 원장 취임
- 2000년 3월 1일 제16대 윤인한 원장 취임
- 2001년 3월 1일 제17대 김문빈 원장 취임
- 2002년 2월 15일 서울특별시 서초구 방배동 신청사로 이전
- 2002년 3월 1일 제18대 신승평 원장 취임
- 2004년 3월 1일 제19대 김 걸 원장 취임
- 2006년 9월 1일 제20대 이병호 원장 취임
- 2008년 3월 1일 제21대 엄주용 원장 취임
- 2009년 9월 1일 제22대 오대석 원장 취임
- 2011년 9월 1일 제23대 송순재 원장 취임
- 2013년 2월 8일 제24대 고영현 원장 취임
- 2014년 9월 1일 제25대 이정민 원장 취임
- 2015년 9월 1일 제26대 조 용 원장 취임
- 2017년 3월 1일 제 27대 이종배 원장 취임
- 2018년 9월 1일 제 28대 이혜련 원장 취임
- 2019년 9월 1일 제 29대 함영기 원장 취임

## 조직
원장
| - 총무부 - 행정지원과 - 재정지원과 - 운영지원과 | - 기획평가부 | - 초등교원연수부 | - 중등교원연수부 | - 교육행정연수부 |